# Pruski
Pruski (niem. Prusken) – osada w Polsce położona w województwie warmińsko-mazurskim, w powiecie działdowskim, w gminie Iłowo-Osada.
W latach 1975–1998 miejscowość administracyjnie należała do województwa ciechanowskiego.

## Rys historyczny
Pierwsza wieś na tym terenie powstała jeszcze w średniowieczu (XV w.), ale już w 1530 roku była niezamieszkana. Dopiero w latach osiemdziesiątych XIX wieku powstały na jej miejscu folwark i cegielnia, które przyjęły historyczną nazwę. Z tamtego okresu zachowało się do czasów współczesnych kilka budynków gospodarczych, m.in. gorzelnia i dawny dwór, dziś rozpoznawalny tylko dzięki charakterystycznemu kolumnowemu gankowi.
Po II wojnie światowej w Pruskach miał siedzibę PGR, który po zmianach w latach 90. XX wieku przeszedł w ręce prywatne.